# Wulfnoth Godwinson
Wulfnoth Godwinson (* 1035; † 1094 in Salisbury) war Sohn des Earl Godwin Wulfnothson von Wessex und Bruder des kurzzeitigen englischen Königs Harold Godwinson.

## Leben
Wulfnoth verbrachte den Großteil seines Lebens am Hof von Wilhelm dem Bastard, später „der Eroberer“ genannt, in Rouen als politische Geisel.
Wulfnoth und sein Neffe Hakon (der Sohn seines Bruders Sven) wurden 1051 von Earl Godwin von Wessex als Gegenleistung für seine Rückkehr nach England an König Edward den Bekenner übergeben. Godwin hatte sich 1051 gegen Edward erhoben und wurde daraufhin ins Exil geschickt.
Wulfnoth und Hakon wurden kurz darauf von Edward an den normannischen Hof übergeben, um ihre Sicherheit zu garantieren und um eine Befreiung zu vermeiden.
Normannische Quellen führen an, dass Harold seinen Bruder und seinen Neffen an den normannischen Hof übergab, um die Abmachung zwischen Edward und Wilhelm einzuhalten, dass der normannische Herzog die Nachfolge antreten solle und Harold dies anerkennen werde.
In der Forschung wird die Szene heftigst diskutiert. Zu beachten ist, dass normannische wie englische Quellen jeweils voreingenommen berichten, also jeweils versuchen, ihren eigenen Herrscher zu unterstützen. Es ist daher nicht bewiesen, warum Wulfnoth und Hakon als Geiseln am normannischen Hof waren, ebenso wenig wie die Reise Harolds 1064 in die Normandie. Während einige Forscher annehmen, Harold wollte dort Verhandlungen über die Freilassung Wulfnoths führen, erachten andere die Reise als Bestätigung Harolds anfänglichen Planes, Wilhelm als König akzeptieren zu wollen.
Wulfnoth wurde 1087 von Wilhelm kurz vor dessen Tod wieder freigelassen. Wilhelm II. Rufus nahm Wulfnoth im selben Jahr mit nach England und sperrte ihn erneut in Geiselhaft. Wulfnoth starb 1094 in Salisbury.